# Ceratocentron fesselii
Ceratocentron fesselii – gatunek roślin z monotypowego rodzaju Ceratocentron z rodziny storczykowatych (Orchidaceae). Endemit występujący na wyspie Luzon na Filipinach.

## Systematyka
Gatunek sklasyfikowany do podplemienia Aeridinae w plemieniu Vandeae, podrodzina epidendronowe (Epidendroideae), rodzina storczykowate (Orchidaceae), rząd szparagowce (Asparagales) w obrębie roślin jednoliściennych.